# Shanghai Maple
Shanghai Maple es una empresa china de automóviles con sede en Shanghái. Es una subsidiaria de Geely.

## Historia
Originalmente Shanghai Maple (SMA, Shanghai Maple Automobiles), la marca se estableció en 2000 y producía vehículos de la marca Huapu (Maple). Los vehículos figuran bajo la marca Langfeng (朗风) y se venden como productos Huapu (华普). Geely adquirió una participación estratégica en Shanghai Maple en 2002, y en 2008, Shanghai Maple se consolidó completamente en Geely como su marca económica antes de eliminarla gradualmente en 2010.
El primer vehículo Shanghai Maple se produjo en el verano de 2003, basado en el Citroën ZX de la década de 1990.
El Maple Marindo, una versión revisada todavía basada en Citroën, se exhibió en el Salón del Automóvil de Frankfurt de 2005.
La exportación de vehículos Shanghai Maple a Egipto comenzó en 2007, donde se comercializaron como C51 (berlina) y C52 (berlina con parrilla estilo Audi). A sportier R80 hatchback y la berlina R81 se exportaron a mercados como Rusia y Chile. En 2010, Geely eliminó parcialmente la marca Shanghai Maple y la reemplazó con la marca económica Englon.
En febrero de 2013, Geely y Kandi Technologies anunciaron que habían acordado establecer una empresa conjunta 50:50, Zhejiang Kandi Electric Vehicles Investment, con un capital registrado inicial de mil millones de yuanes (160 millones de dólares estadounidenses), centrada en la investigación y el desarrollo. , producción, comercialización y venta de vehículos eléctricos en China continental. El acuerdo de empresa conjunta se firmó el 22 de marzo de 2013.

### Renacimiento
A partir de 2020, la marca Maple revivió como resultado de la asociación entre Geely y Kandi Technologies. Geely posee el 78 por ciento de Fengsheng Automotive Technology Group, mientras que el 22 por ciento restante es propiedad de Zhejiang Kandi Vehicle o Kandi Technologies. Se dijo que la nueva marca se centraría en la investigación, el desarrollo y la venta de vehículos eléctricos y repuestos para vehículos, servicios de arrendamiento de vehículos y servicios posventa relevantes. La renovada marca Maple iba a fabricar una serie de coches eléctricos asequibles basados en los coches de gasolina Geely existentes. El primer producto Maple fue el Maple 30X, basado en el Geely Vision X3. An SUV and two hatchbacks were planned for launch in 2021; the manufacturer also announced it was working on several electric vehicles.
En marzo de 2021, Kandi Technologies abandonó su participación en Maple y transfirió su participación accionaria del 22 por ciento en Fengsheng a Geely.
En 2022, Geely lanzó una nueva empresa conjunta entre Lifan y Maple llamada Livan (Ruilan, 睿蓝). Geely anunció el lanzamiento del Maple Leaf 60S, el primer automóvil con intercambio de baterías de Geely bajo la marca Livan, producido en asociación con Lifan y basado en el Geely Emgrand GL..
En 2022, después de que Geely Holding Group adquiriera el Lifan Group, Geely reconsolidó y fusionó la marca Maple con la marca Livan, poniendo fin a la existencia de Maple como marca independiente y convirtiéndola en un nombre de modelo bajo la marca Livan.

## Modelos
El primer vehículo Shanghai Maple se produjo en el verano de 2003, estaba basado en el Citroën ZX de la década de 1990.
El Maple Marindo se exhibió en el Salón del Automóvil de Frankfurt 2005.
La exportación de vehículos Shanghai Maple a Egipto comenzó en 2007, donde se comercializaron bajo las denominaciones C51 y C52. Un hatchback R80 más deportivo y un salón R81 se exportaron a mercados como Rusia y Chile. En 2010, Geely eliminó parcialmente la marca Shanghai Maple, reemplazándola por la marca económica Englon.
En febrero de 2013, Shanghai Maple y Kandi Technologies anunciaron que habían acordado establecer una empresa conjunta al 50:50, Zhejiang Kandi Electric Vehicles Investment, con un capital registrado inicial de mil millones de yuanes (US $ 160 millones). Esta joint-venture estaba centrada en la investigación y el desarrollo, producción, comercialización y venta de vehículos eléctricos en China continental. El acuerdo de empresa conjunta se firmó el 22 de marzo de 2013

### Shanghai Maple
- 2003–2010: Maple Hisoon (海迅), sedan/hatchback
- 2004–2010: Maple Marindo/Haifeng (海锋), sedan
- 2005–2010: Maple Haiyu (海域) (2005–2010), sedan/hatchback
- 2005–2010: Maple Hysoul (海尚) (2005–2010), sedan
- 2009–2010: Maple Haijing (海景) (2009–2010), sedan

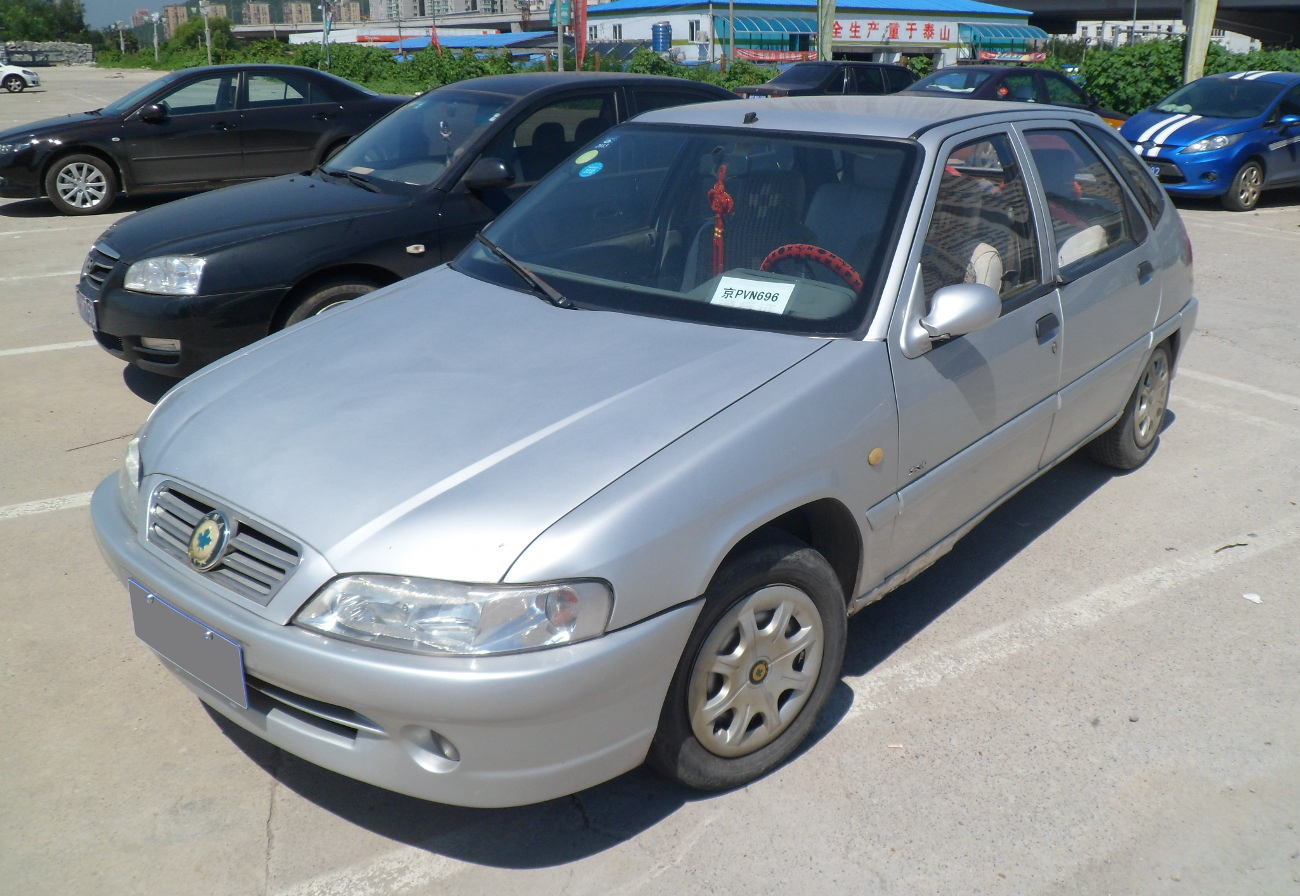
Maple Whirlwind (Biaofeng)
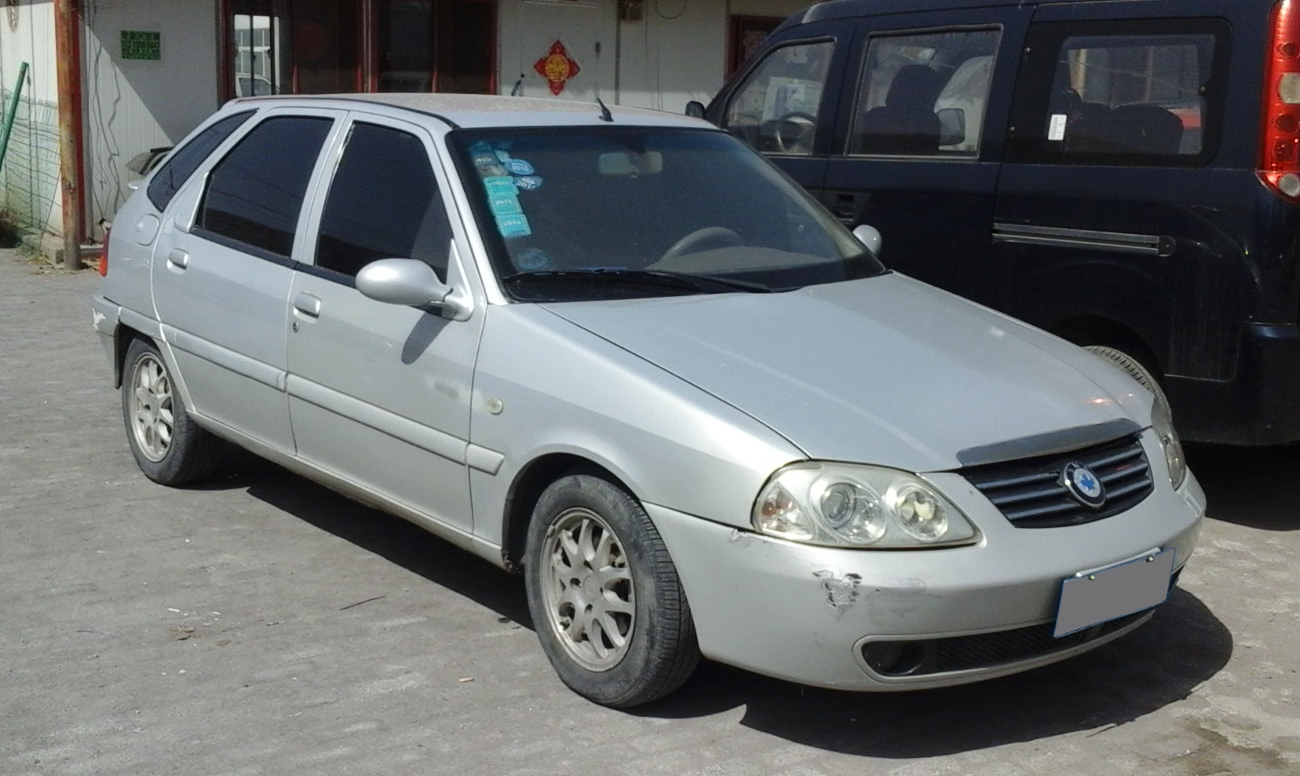
Maple Marindo hatch
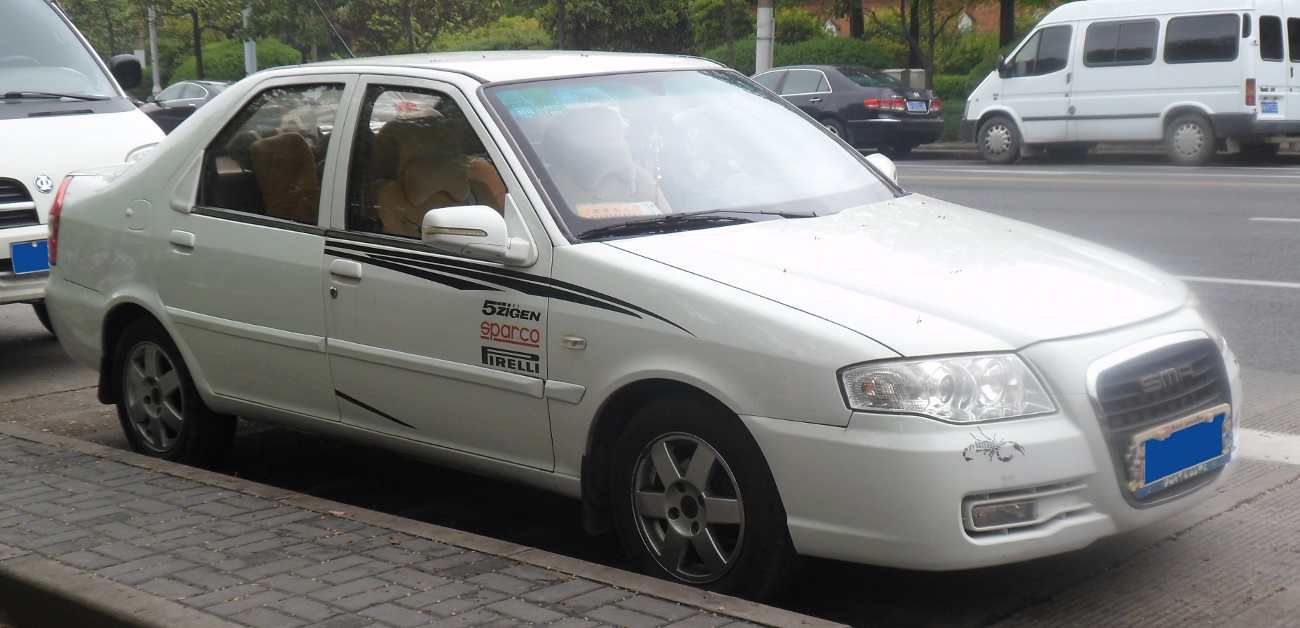
Maple Marindo sedan
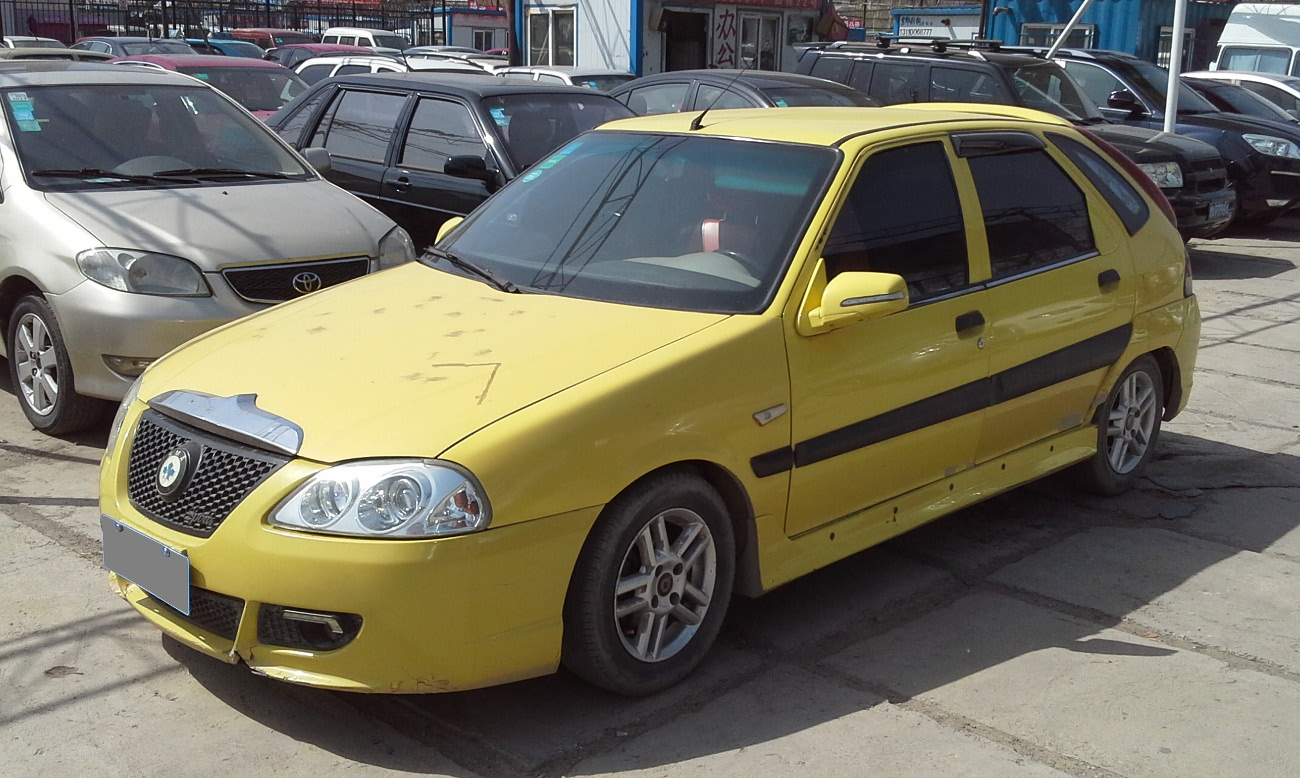
Maple Hisoon hatch
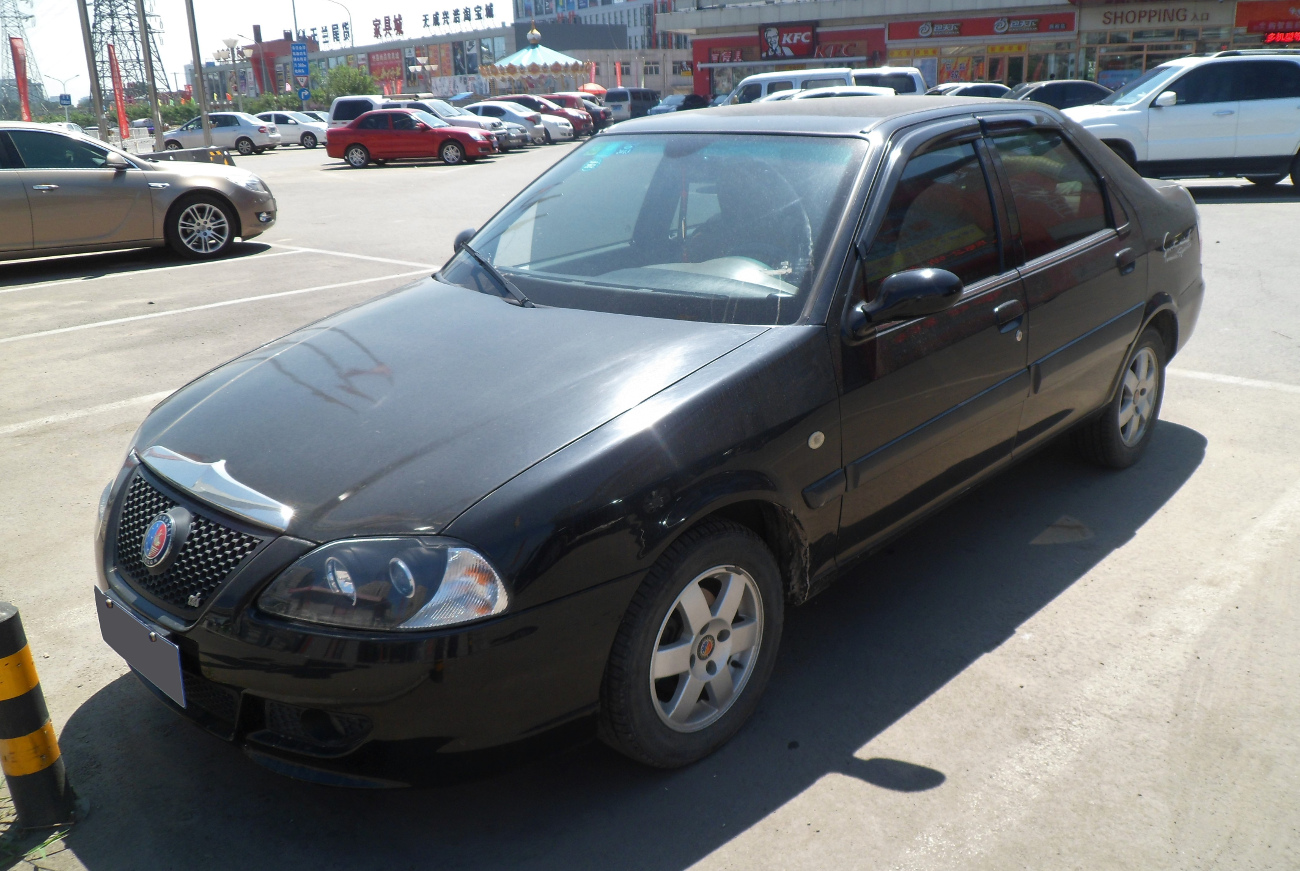
Maple Hisoon sedan
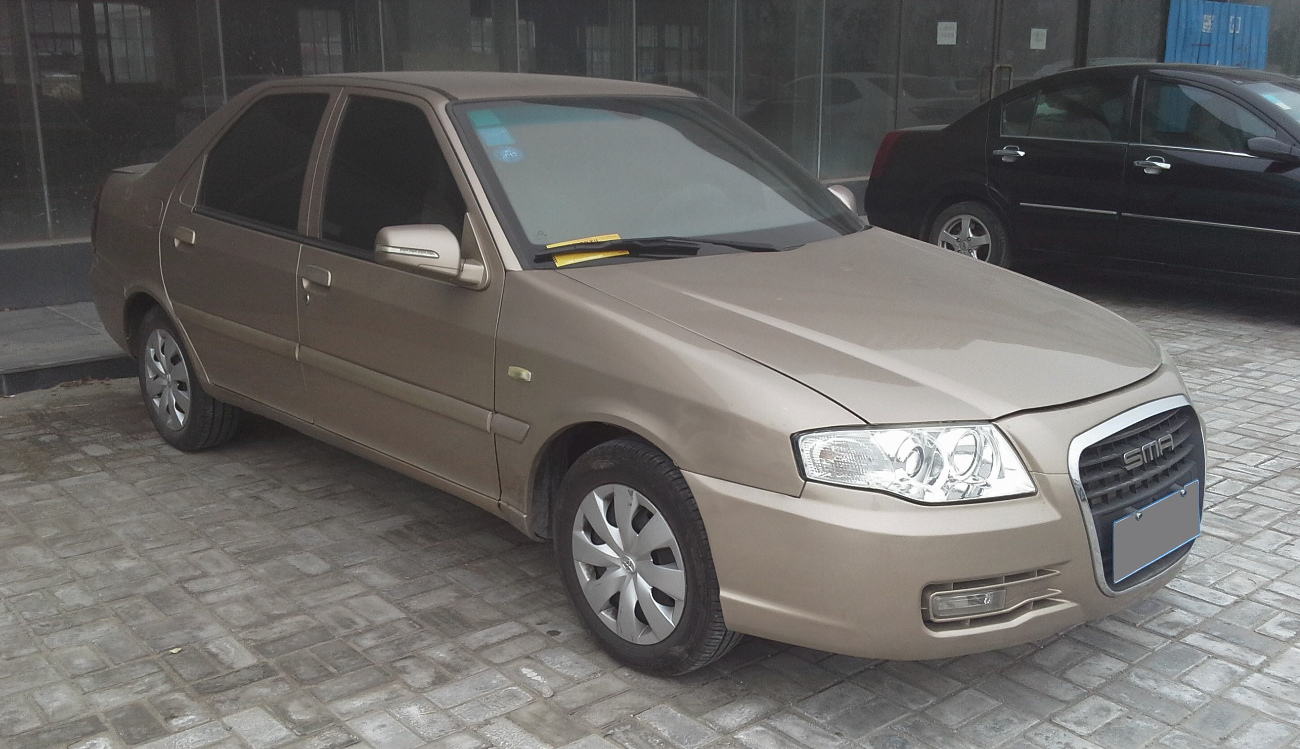
Maple Hysoul (Haishang)
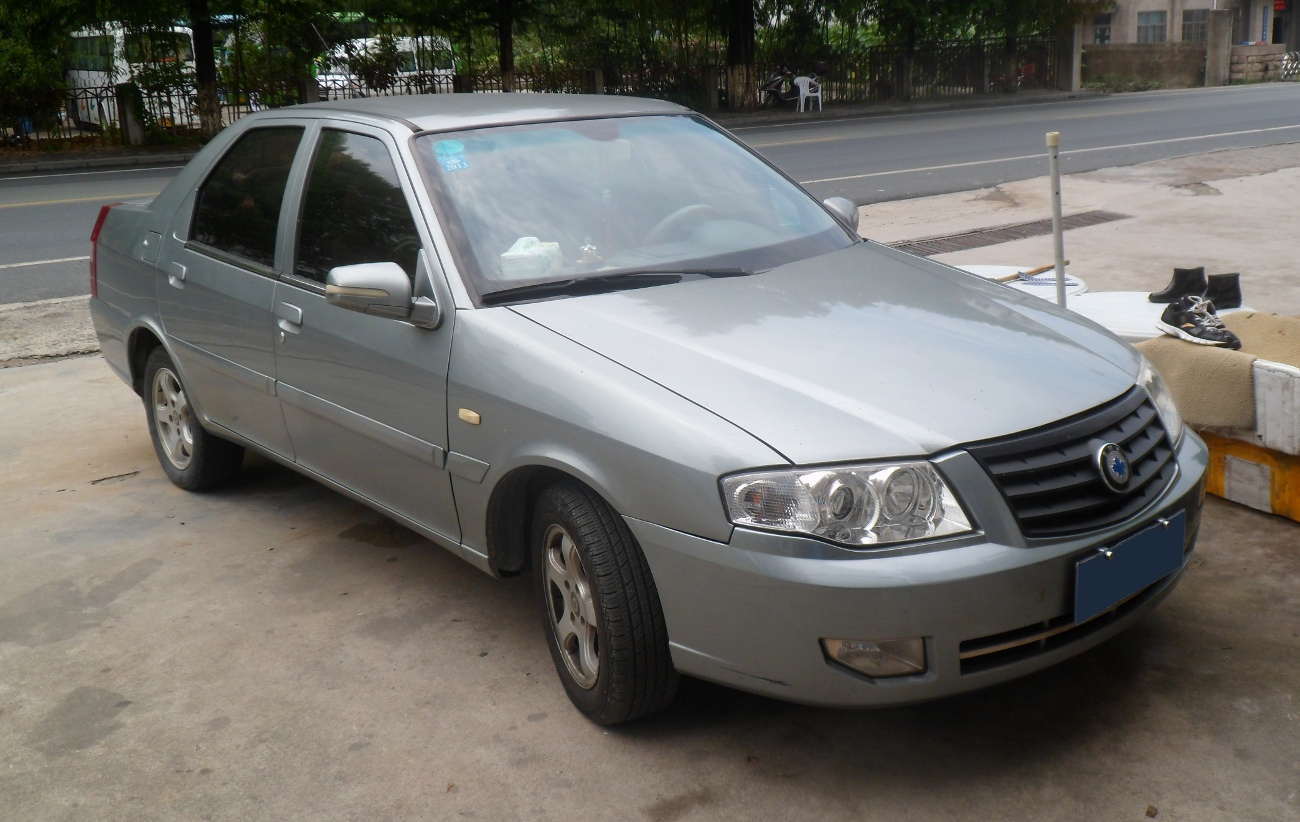
Maple Haifeng

### Maple (electric)
- 2020–2022: Maple 30X, subcompacto SUV, rebautizado Geely Vision X3 - vendido como Livan Maple 30X a partir de 2022
- 2020–2022: Maple 80V, MPV, variante eléctrica rebautizada de Geely Jiaji - vendido como Livan Maple 80V a partir de 2022
- 2021–2022: Maple 60S, sedán compacto, variante eléctrica rebautizada de Geely Emgrand L - vendido como Livan Maple 60S a partir de 2022

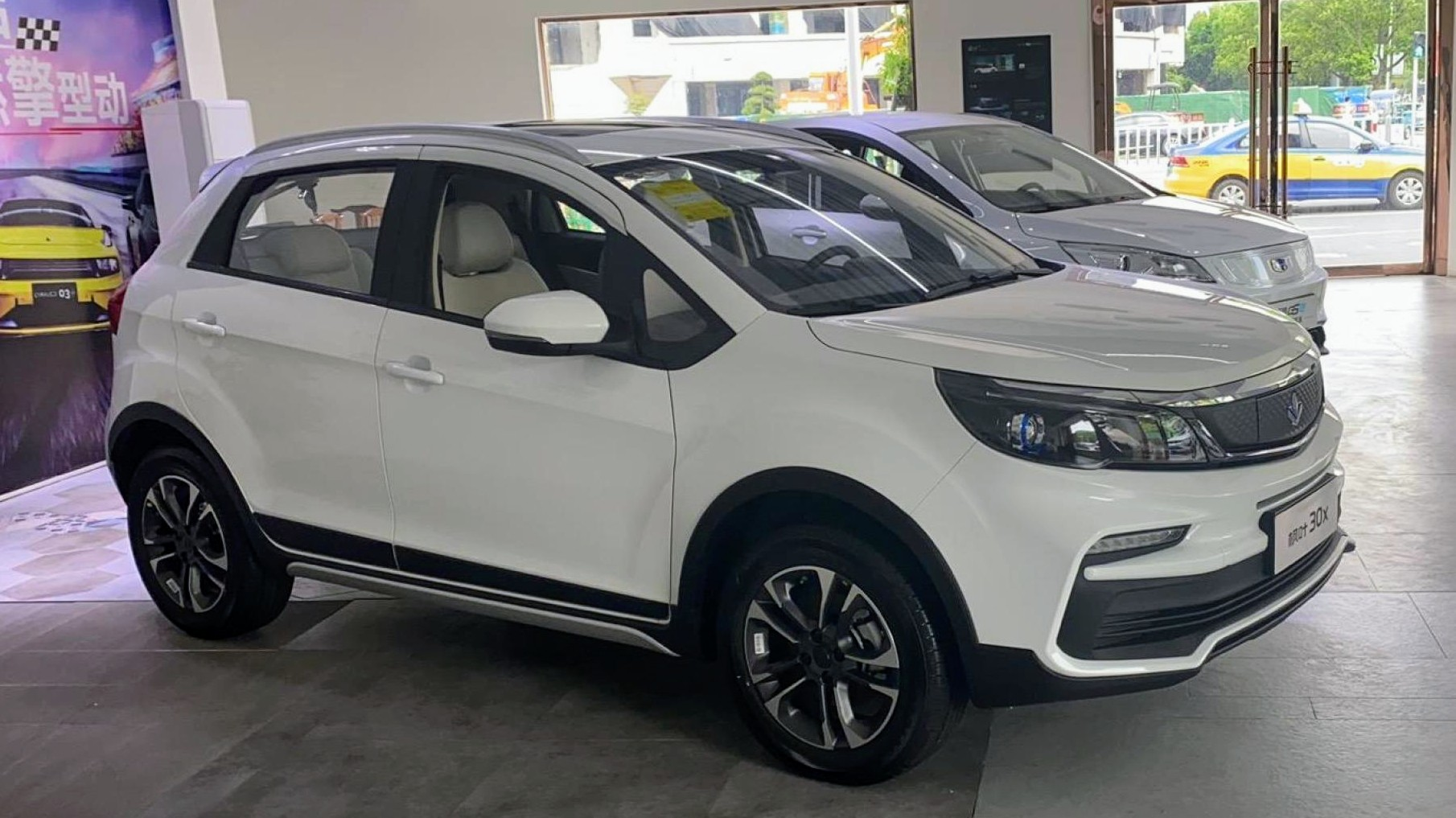
Maple 30x
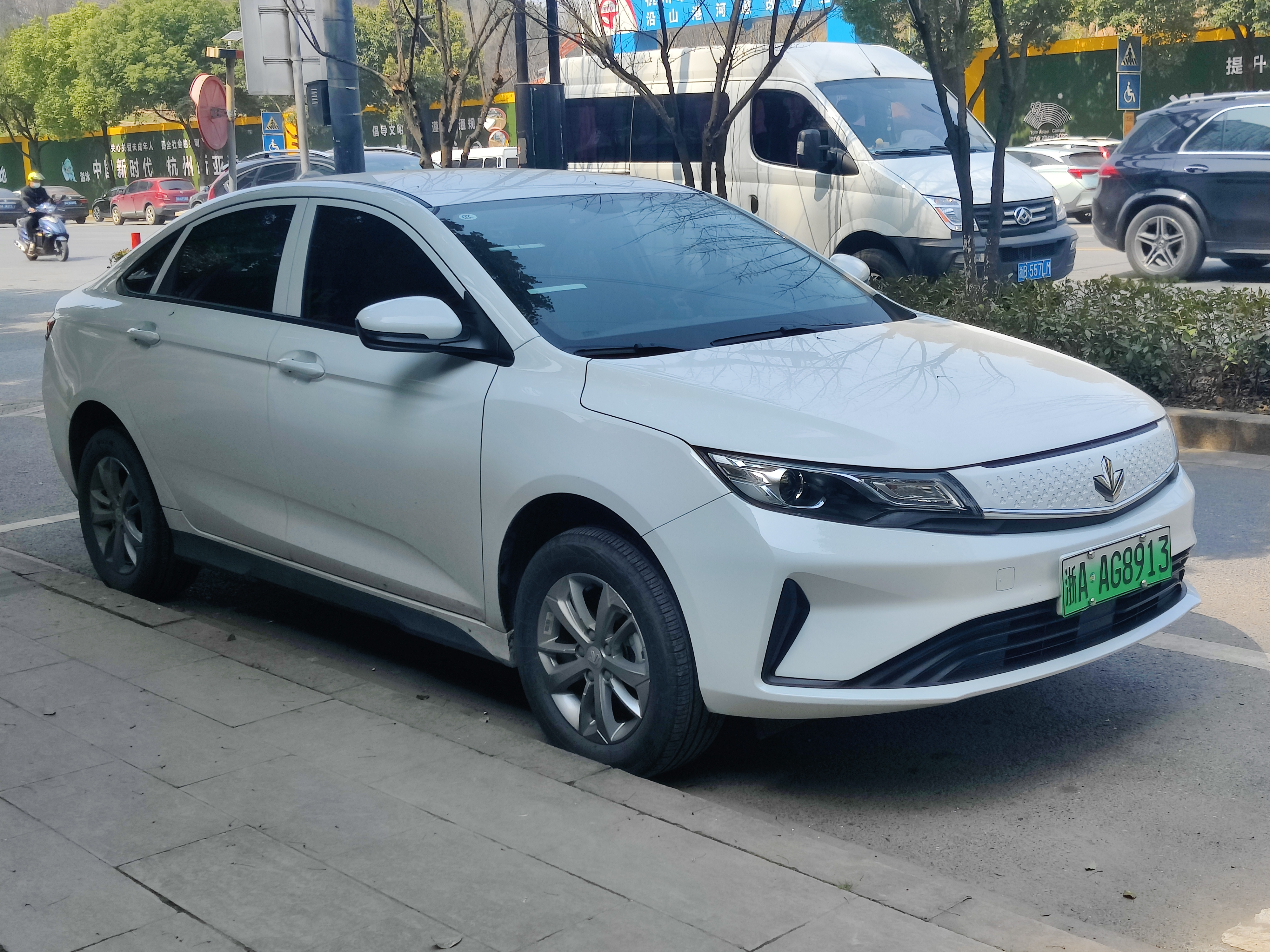
Maple 60S
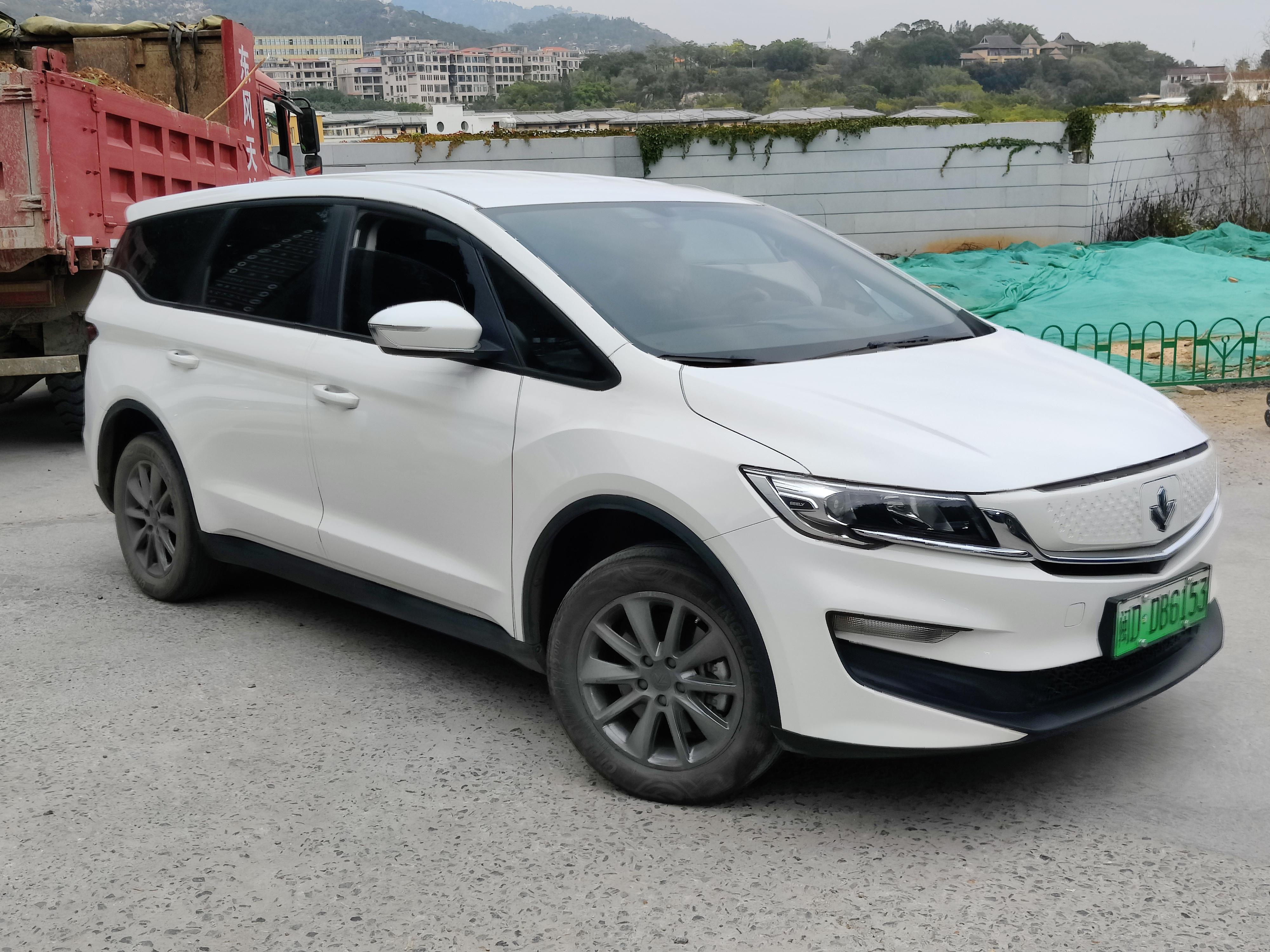
Maple 80V